# Aricia inclara
Aricia inclara är en fjärilsart som beskrevs av Harrison 1905. Aricia inclara ingår i släktet Aricia och familjen juvelvingar. Inga underarter finns listade i Catalogue of Life.